# Legea e lege (film din 1998)
Legea e lege (în engleză U.S. Marshals) este un film thriller de acțiune din 1998 în care joacă actorii Tommy Lee Jones, Wesley Snipes și Robert Downey Jr.. Este o urmare a filmului Evadatul. În acest film nu apare personajul Dr. Richard Kimble, dar Jones și restul echipei U.S. Marshals care l-au urmărit pe Kimble în primul film își reiau rolurile, ei urmărind acum un alt evadat (Snipes).

## Rezumat
Doi agenți ai Diplomatic Security Service (DSS) sunt împușcați în timp ce încercau să intercepteze un schimb de serviete care avea loc în parcarea Organizației Națiunilor Unite (ONU). Crimele sunt surprinse pe o cameră de filmare cu circuit închis CCTV, dar criminalul fuge cu informațiile secrete.
Șase luni mai târziu, Mark Roberts (Wesley Snipes) este arestat pentru o încălcare a regimului armelor, după un accident de circulație, iar Chicago Police Department descoperă faptul că el este fugarul căutat de FBI pentru dubla crimă. Roberts este trimis cu un transport de deținuți la New York; în acel avion călătorește și Deputy U.S. Marshal Samuel Gerard (Tommy Lee Jones), care escortează deținuți fără legătură cu cazul lui Roberts. Roberts oprește o tentativă de asasinat asupra sa săvârșită de către un deținut chinez, cu o armă improvizată, dar glonțul străpunge fereastra și depresurizează cabină, determinând avionul să realizeze o aterizare forțată. Gerard descoperă că Roberts a fugit de la locul accidentului, iar agentul special DSS John Royce (Robert Downey Jr.) este desemnat să se alăture echipei lui Gerard care a pornit în urmărirea lui Roberts.
Roberts ajunge la New York, unde face rost de bani, arme și acte false, și începe să supravegheze pe atașatul chinez Xian Chen (Michael Paul Chan). La Chicago, Gerard și subordonații săi urmăresc mai multe piste, inclusiv pe Marie Bineaux (Irène Jacob), prietena lui Roberts, precum și pe mecanicul avionului care ascunsese arma improvizată, dar acesta din urmă este găsit mort, fiind ucis de către Chen. Gerard și echipa sa vizionează imaginile luate de pe camerele de supraveghere din garajul ONU și observă că Roberts a acționat în autoapărare și purta mănuși, astfel încât nu putea lăsa amprente digitale la locul crimei. Confruntat cu probele, directorul DSS Bertram Lamb (Patrick Malahide) îl informează pe Gerard că "Mark Roberts" este, de fapt, Mark Sheridan, un agent sub acoperire foarte bine pregătit, care a fost depistat de U.S. State Department ca fiind trădător și vânzător de informații secrete către China. Chen era persoana de contact care plătea pentru informații și atunci când agenții DSS au încercat să-l rețină pe Sheridan, acesta i-a ucis și a dispărut.
În cele din urmă, echipa îl prinde pe Sheridan, în Bohemian National Cemetery unde Sheridan se întâlnește cu agentul special Frank Barrows (Rick Snyder) și amenință să-l denunțe ca fiind unul dintre conspiratorii care i-au realizat înscenarea. Chen încearcă să-l împuște pe Sheridan care încearcă să fugă din cimitir, dar îl ucide din greșeală pe Barrows. Sheridan fuge la un cămin de bătrâni, urmărit de Gerard, Royce și Deputy Marshal Noah Newman (Tom Wood), în timp ce Chen este prins și arestat. Newman îl încolțește pe Sheridan în interiorul uneia dintre camere în care Royce îl amenința cu arma pe Sheridan. Dar Royce îl împușcă apoi pe Newman și minte apoi echipa de urmăritori, susținând că Sheridan l-a prins într-o ambuscadă pe Newman și l-a împușcat. Sheridan scapă sărind din clădire pe acoperișul unui tren în mișcare. Newman moare pe drumul către spital.
După găsirea unei tablete de pastile goale într-o mașina furată, Gerard îi ia urma lui Sheridan și-l prinde pe un cargobot care merge în Canada. În timpul unei scurte încăierări, Sheridan îi apucă arma lui Gerard și o aruncă fără a trage cu ea. Sheridan este apoi împușcat din spate de către Royce și arestat. Datorită comportamentului său curios și schimbării armei sale, un pistol Taurus argintiu cu un pistol negru Glock (arma sa anterioară arătată într-o scenă anterioară), Gerard începe să-l suspecteze pe Royce că ar putea fi trădătorul care vindea secrete chinezilor. Royce este lăsat singur pentru a-l păzi pe Sheridan în camera de spital și îi pune un cuțit pentru a susține apoi că a încercat să evadeze și să justifice, prin urmare, că era în autoapărare atunci când l-a împușcat pe Sheridan. Gerard îl întrerupe pe Royce chiar înainte ca acesta din urmă să-l împuște pe Sheridan și-l păcălește să mărturisească că el este agentul trădător, spunându-i înainte că i-a golit arma de gloanțe. Royce pune mâna pe arma sa ascunsă, dar este împușcat de către Gerard. După ce a părăsit spitalul, acuzațiile la adresa lui Sheridan sunt retrase și el este eliberat. Gerard își duce echipa pentru a celebra viața colegului lor căzut în misiune, Marshal Newman.

## Distribuție
- Tommy Lee Jones - Chief Deputy Marshal Samuel Gerard
- Wesley Snipes - Mark J. Sheridan/Warren/Roberts
- Robert Downey Jr. - agentul special John Royce, U.S. Diplomatic Security Service (DSS)
- Joe Pantoliano - Deputy Marshal Cosmo Renfro
- Daniel Roebuck - Deputy Marshal Bobby Biggs
- Tom Wood - Deputy Marshal Noah Newman
- Latanya Richardson - Deputy Marshal Savannah Cooper
- Irène Jacob - Marie Bineaux, prietena lui Mark
- Kate Nelligan - United States Marshal Catherine Walsh
- Patrick Malahide - agentul special Bertram Lamb, directorul DSS
- Rick Snyder - agentul special Frank Barrows, DSS
- Michael Paul Chan - Xian Chen, atașatul cultural al Chinei la ONU
- Johnny Lee Davenport - Deputy Marshal Henry
- Donald Li - detectivul Kim
- Marc Vann - Deputy Marshal Jackson

## Recepție
Filmul a obținut recenzii în principal negative din partea criticilor. Din cele 31 de comentarii colectate de situl de critici de film Rotten Tomatoes, 29% dintre critici i-au dat filmului Legea e lege o recenzie pozitivă, cu un rating mediu de 4.9/10.
Legea e lege a debutat pe locul 2, având încasări de 16,8 milioane de dolari în prima săptămână de difuzare. Filmul a avut încasări de 57.167.405 $ în SUA și de 45.200.000 $ pe piețele externe, totalizând 102.367.405 $ în lumea întreagă.